# Eulaema nigrifacies
Eulaema nigrifacies là một loài Hymenoptera trong họ Apidae. Loài này được Friese mô tả khoa học năm 1897.